# روبرت کوالسکی
روبرت کوالسکی یا رابرت کوالسکی (به انگلیسی: Robert Kowalski) با نام کامل روبرت آنتونی باب کوالسکی , منطق دان و دانشمند علوم کامپیوتر است که بیشتر عمر خود را در بریتانیا سپری کرده‌است.
روبرت بیشتر به دلیل خدماتش به برنامه نویسی منطقی و ابداع هورن کلاز‌ها شناخته می‌شود.

## تحصیلات
او در دانشگاه شیکاگو، دانشگاه بریجپورت (کارشناسی ریاضیات، ۱۹۶۳)، دانشگاه استنفورد (کارشناسی ارشد در ریاضیات، ۱۹۶۶)، دانشگاه ورشو و دانشگاه ادینبرو (دکتری در علوم رایانه، ۱۹۷۰) تحصیل کرد.

## حرفه
ٰاو یک محقق در دانشگاه ادینبرو (۱۹۷۰-۱۹۷۵) بود و از سال ۱۹۷۵ در بخش محاسبات، امپریال کالج لندن تحقیقات خود را ادامه داد، در سال ۱۹۸۲ به کرسی منطق محاسباتی دست یافت و در سال ۱۹۹۹ یک استاد بازنشسته شد.
او تحقیقات خود را در زمینه اثبات قضیه خودکار آغاز کرد و هر دو رزلوشن SLD را با دونالد کوئنر و روش اثبات گرافیک اتصال توسعه داد. او با مارتن ون امدن، رزلوشن SLD و تفسیر رویه‌ای عبارت هورن را توسعه داد، که زیربنای معناشناسی عملیاتی استدلال عقب مانده در برنامه‌نویسی منطقی است. او همچنین مدل حداقل و معناشناسی نقطه ثابت عبارات هورن را توسعه داد، که زیربنای معناشناسی منطقی برنامه‌نویسی منطقی است. 
کوالسکی با مارک سرگوت حساب رویداد و هم کاربرد برنامه‌نویسی منطقی را برای استدلال قانونی توسعه داد. او با فریبا صدری یک سیستم عامل ایجاد کرد که در آن باورها با برنامه‌های منطقی و اهداف با محدودیت‌های یکپارچگی داده‌ها نمایش داده می‌شوند. 

## افتخارات و جوایز
کوالسکی در سال ۱۹۹۱ به عضویت انجمن آمریکایی پیشبرد هوش مصنوعی، در سال ۱۹۹۹ به عضویت کمیته هماهنگی هوش مصنوعی اروپا و در سال ۲۰۰۱ به عضویت انجمن ماشین‌های حسابگر انتخاب شد. در سال ۲۰۱۱، او جایزه IJCAI برای تعالی پژوهشی را دریافت کرد. در سال ۲۰۱۲، جایزه انجمن ژاپن برای ترویج علم برای دانشمندان برجسته برای سال‌های ۲۰۱۲-۲۰۱۴ را دریافت کرد.